# Gustáv Kazimír Zechenter-Laskomerský
Gustáv Kazimír Zechenter-Laskomerský – vlastním jménem Gustáv Karol Zechenter, pseudonymy Ďuro Pinka, Laskomerský, Štefan Pinka virkli kaprál, Dr. Lesebuch – (4. března 1824, Banská Bystrica – 20. srpna 1908, Kremnica) byl slovenský lékař, prozaik a publicista.

## Životopis
Jeho rodiči byli Ignác Zechenter a Katarína Zechenterová, dívčím příjmením Aschnerová. Gustáv začal chodit do základní školy v Ponické Huti. Následně (v letech 1832–1840) pokračoval na katolickém gymnáziu v Banské Bystrici a poté filozofickou akademii ve Vácu spolu s filozofickou fakultou na budapešťské univerzitě. Roku 1842 přestoupil lékařskou fakultu budapešťské univerzity, kde vydržel až do roku 1846. Toho roku přestoupil lékařskou školu do Vídně, kterou po čtyřech letech (v roce 1850) úspěšně dokončil ziskem akademického titulu.
Následující tři roky působil jako lékař v Banske Bystrici, dalších 15 let (mezi roky 1853–1868) v Brezně a poté v Kremnici. Aktivně se účastnil revoluce v letech 1848 a 1849.
Zechenter patřil k propagátorům československé vzájemnosti. Na jeho sblížení obou národů mělo význam přátelství s českou spisovatelkou Boženou Němcovou.

## Tvorba
Svou tvorbou se řadí do období mezi romantismem a realismem. Začínal psaním satirických článků pro periodika (Černokňažník a Národnie noviny), ale posléze přispíval též do novin a časopisů (například Slovenské pohľady, Obzor, Sokol, Orol, Slovenský obrázkový kalendár či Národnie noviny). Jeho dílo představují především humoresky, satirická publicistika, cestopisy a vedle toho psal i povídky a sepsal též vlastní životopis. V jeho dílech se objevuje slovní i situační komika. Do některých příběhů vkládá též své vlastní příběhy a zkušenosti. Cestopisná díla obsahují nejen zkušenosti a zážitky z výprav, nýbrž také umělecké památky jednotlivých lokalit spolu s přehledem tamních dějin.

## Dílo
- 1861 – Cestovanie na vakácie
- 1862 – Komédia bez zaľúbenia, divadelní jednoaktovka
- 1862 – Starý zaľúbenec, divadelní jednoaktovka
- 1864 – Zo Slovenska do Carihradu, cestopis
- 1865 – Zo Slovenska do Ríma, cestopis
- 1870 – Radvanský jarmok
- 1870 – Študentský majáles
- 1870 – Poľovačka na medveďov
- 1870 – Lipovianska maša. Rozprávka zo života ľudu slovenského, povídka, jejíž původní rukopis se ztratil a autor ji tak musel napsat úplně od počátku znova, takže v novém rukopise vyšla až roku 1874
- 1871 – Vianoc
- 1872 – Veľkonočná kúpačka
- 1872 – Praktický lekár
- 1873 – Svet, fejeton
- 1873 – Výlet do Tatier, cestopisná črta
- 1874 – Malý omyl
- 1875 – Pokrok umelectva, zázraky vědy, fejeton
- 1876 – Ozvena
- 1877 – Zozbierané žarty a rozmary
- 1877 – Z Turčianskych Teplíc do Trenčianska, cestopisná črta
- 1878 – Zo Slovenska do Itálie, cestopis
- 1879 – Žreb
- 1897 – Rozpomienky na Štefana Moysesa, (uveřejněno ve slovenských Národních novinách)
- 1911 / 1915 – Vlastný životopis, monumentální memoárové dílo, které vycházelo na pokračovaní ve Slovenských pohľadoch. Knižně vyšlo až roku 1956 pod názvem Päťdesiat rokov slovenského života